# Ладви
Ладви — станция пражского метрополитена. До открытия Летняны являлась конечной станцией, работала в челночном режиме. Станция расположена в Квартале Дяблице (Sídliště Ďáblice) и в районе Кобылисы.
За станцией расположен трёхстрелочный оборотный тупик, куда до 2018 года заезжал каждый второй поезд
Названа по расположенному рядом одноимённому торговому центру.
Недалеко от станции метро расположен летний плавательный бассейн.

## Вестибюль
Станция имеет вестибюль, совмещённый с несколькими переходами.  Выход из неё располагается в центре зала.